# Megatropis simplex
Megatropis simplex är en insektsart som beskrevs av Frederick Arthur Godfrey Muir 1926. Megatropis simplex ingår i släktet Megatropis och familjen Derbidae. Inga underarter finns listade i Catalogue of Life.